# Пушкинский кипарис
Пушкинский кипарис — мемориальное дерево в Гурзуфе. Предположительно посажен в 1808 году. На это дерево любил смотреть А. С. Пушкин, который проживал во время своей крымской поездки в соседнем доме. Известно об этом из письма поэта к Дельвигу:
В Гурзуфе жил я сиднем, купался в море и объедался виноградом… Я любил, проснувшись ночью, слушать шум моря — и заслушивался целые часы. В двух шагах от дома рос молодой кипарис; каждое утро я навещал его и к нему привязался чувством, похожим на дружество.
Уже к середине XIX века кипарис привлекал внимание любого туриста, посещавшего Гурзуф. Об этом упоминает Некрасов в поэме «Русские женщины»:
У самой террасы стоял кипарис,

Поэт называл его другом,

Под ним заставал его часто рассвет,

Он с ним, уезжая, прощался:

Пушкин надолго прославил его:

Туристы его навещают,

Садятся под ним и на память с него

Душистые ветки срывают.
Обхват 2,63 м, высота 16 м, состояние дерева хорошее. У дерева есть информационная табличка. Кипарис находится с тыльной стороны дома, где останавливался Пушкин.